# San Lorenzo sulla graticola
San Lorenzo sulla graticola è una scultura di Gian Lorenzo Bernini in marmo (66x108 cm), eseguita nel 1617 e conservata nella collezione Contini Bonacossi presso gli Uffizi a Firenze.

## Storia
Opera giovanile, è documentata come realizzata nel 1614 circa, ma non è riportata nei documenti l'identità del committente. Decenni dopo si sa, grazie a Filippo Baldinucci (1682), che si trovava in possesso di Leone Strozzi (il collezionista che aveva acquistato anche il "museo" di Francesco Corvino), che la teneva nella sua villa romana, da cui fu trasferita, a fine Settecento, al palazzo Strozzi alle Stimmate, sempre a Roma, e poi al palazzo fiorentino. Tale origine appare confermata anche dall'emblema Strozzi che si trova sulla base lignea del monumento, che simula un ceppo in fiamme e che è appositamente rafforzata per sostenere la scultura in marmo: probabilmente venne disegnata dallo stesso Bernini. Un'altra ipotesi però identifica il marmo con il San Lorenzo in coppia con un San Sebastiano (Madrid, museo Thyssen-Bornemisza) che fu pagato da Maffeo Barberini al Bernini nel 1617; secondo questa alternativa il piedistallo sarebbe quindi un'aggiunta pù tarda, intagliato quando l'opera entrò nelle collezioni Strozzi. 
Nel 1935 entrò a far parte della collezione Contini Bonacossi, trovandosi poi nella lista di opere incamerate dallo stato nel 1969.

## Descrizione e stile

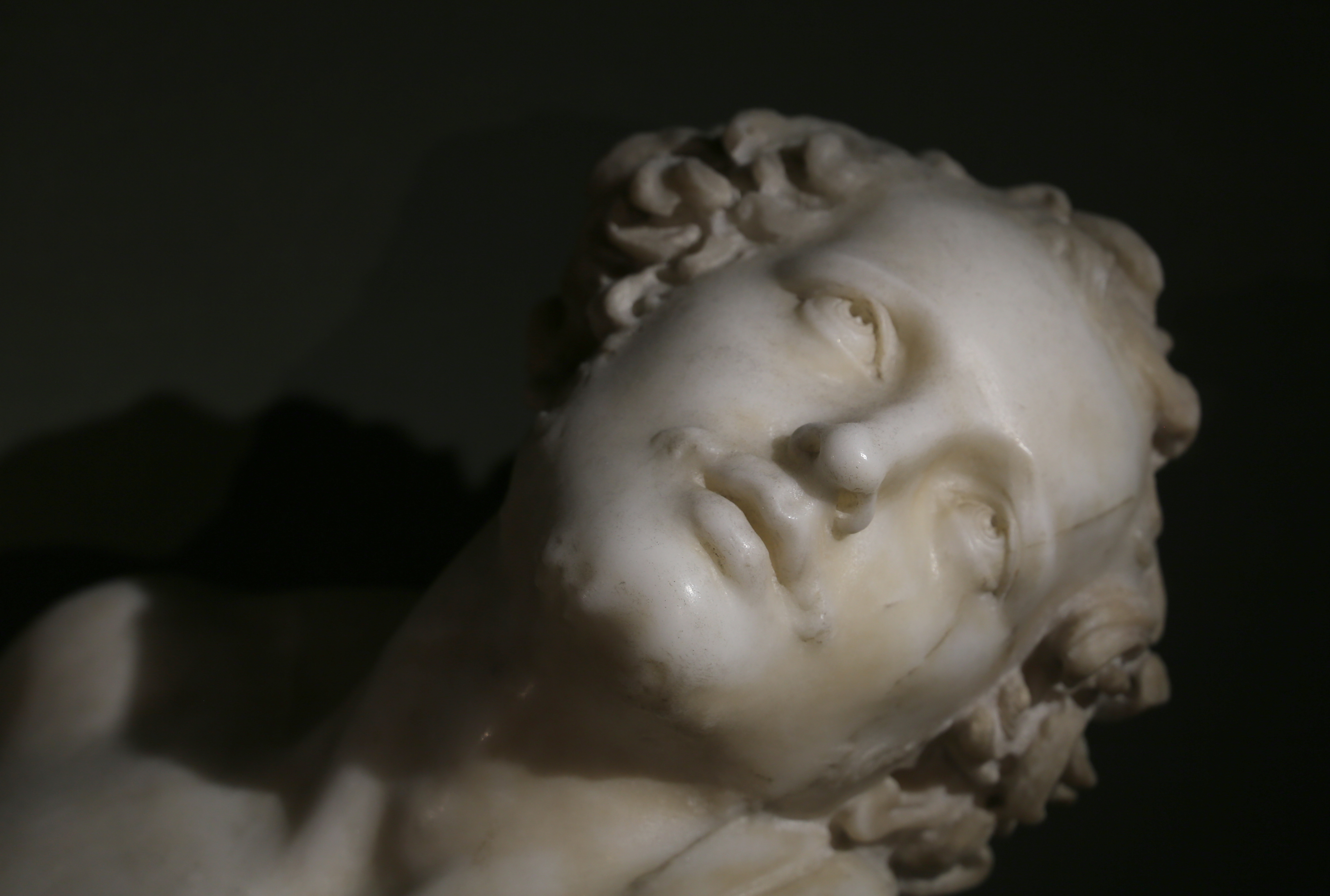
Dettaglio

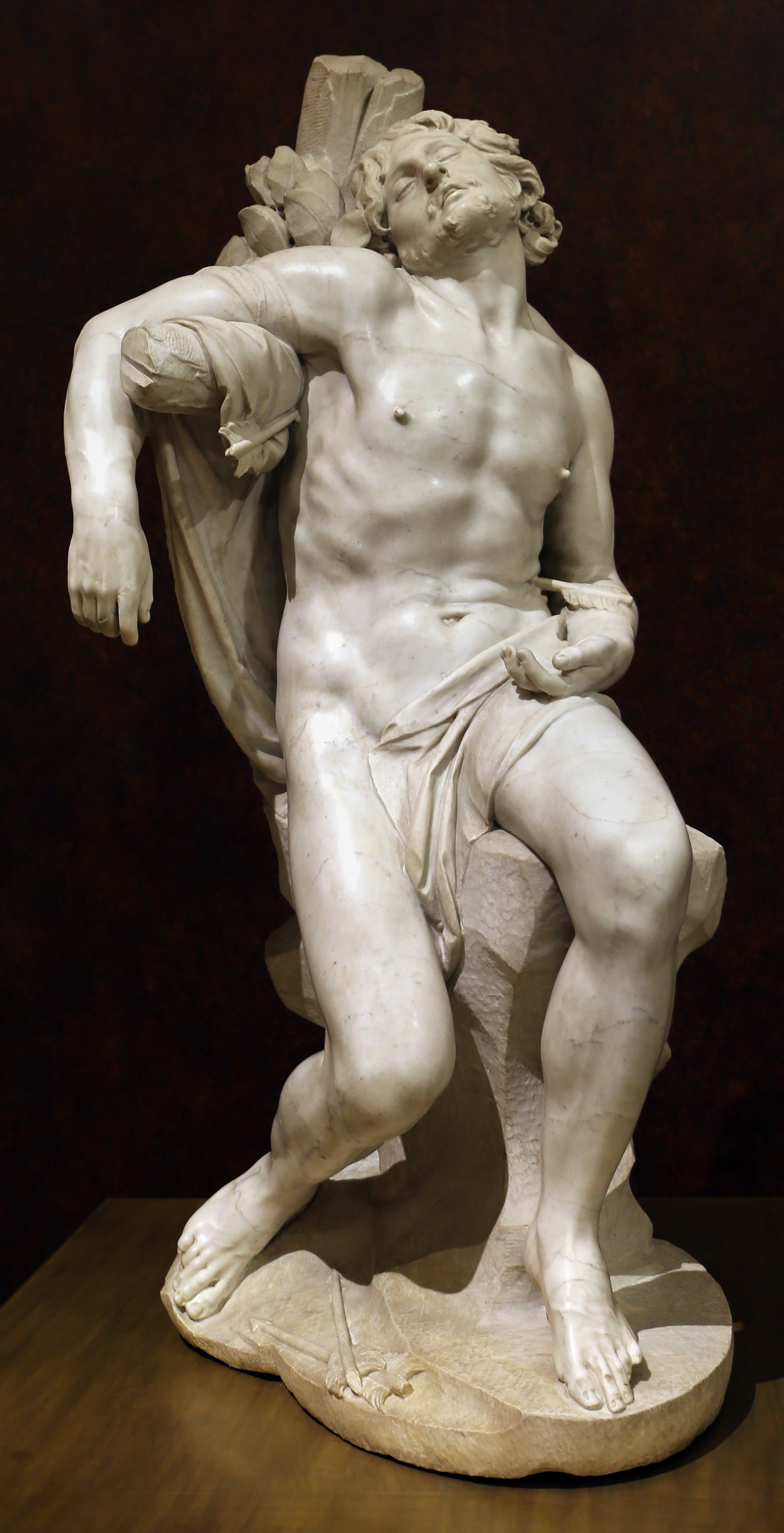
San Sebastiano

San Lorenzo è rappresentato durante il martirio, mentre sta sdraiato sopra una graticola attraversata da lingue di fuoco. Volgendo lo sguardo a Dio, il santo è rappresentato mentre raccomanda la città di Roma, sciogliendo la sofferenza fisica in abbandono all'estasi.
Sicuramente l'artista dovette guardare a modelli pittorici (come l'Adamo di Michelangelo, per la posa) e scultorei (come le varie repliche del Galata morente, per il volto). Probabilmente studiò anche a modelli presi dal naturale, come riporta suo figlio Domenico nella biografia del padre: per ritrarre verosimilmente il viso afflitto dal dolore, egli stesso mise una coscia nuda vicino alla brace accesa, schizzando con una matita il suo volto riflesso in uno specchio.
La scultura appare come un prodigioso esempio di virtuosismo, capace di rendere col marmo anche l'elemento più etereo e immateriale: il fuoco.